# 포메피졸
포메피졸(Fomepizole) 또는 4-메틸피라졸(4-methylpyrazole)은 메탄올과 에틸렌글라이콜 중독을 치료하기 위해 사용되는 약물이다. 단독 사용되거나 혈액 투석과 함께 사용할 수 있다. 정맥 주사를 통해 이루어진다.
공통 부작용으로는 두통, 구역질, 불면증, 불안정 등이 있다. 임신 중에 복용하는 것이 태아에 안전한지에 대해서는 명확하지 않다. 포메피졸은 메탄올과 에틸렌글리콜을 독성 분해 산물로 변환하는 효소를 차단함으로써 동작한다.
포메피졸은 1997년 미국에서 의학 용도로 승인되었다. 의료 체계에 필수적인 가장 효과적으로 안전한 의약 목록인 WHO 필수 의약품 목록에 등재되어 있다. 미국에서 개별 약병 가격은 약 1000 미국 달러이다.

## 기타 이용
의학용도 외에 배위화학에서 4-메틸피라졸의 역할이 연구되고 있다.